# 北澤滋久
北澤 滋久（きたざわ しげひさ、1936年8月7日 - 2014年6月3日 ）は、日本の英文学者。獨協大学名誉教授。

## 経歴
東京都出身。1959年、早稲田大学第一文学部英文科卒業。1961年同大学院文学研究科英文学修士課程修了。1967年より2007年まで獨協大学に勤務。

## 著書
- 『D・H・ロレンス、その文学と人生』、1973年、墨水書房。
- 『D・H・ロレンス、生と死のファンタジィ；人と文明の再生をもとめて』、1999年、金星堂。
- 『細道（ささめみち）七十年：北澤滋久回想録』、2006年、下井草書房。
- 『私語（ささめごと）四十年：北澤滋久随想録』、2007年、下井草書房。

＜漂白の意識の表白：あるジェイムズ・ジョイス論・イギリス紀行：やぶにらみ異文化論・小論集：ポオと定家とワイルドと・ポオのこと、ロレンスのこと・ふたつの太陽・てんとうむしの神話等。＞

### 訳註書
- 『ジャコモ・ジョイス』（楮紙、和装、限定版）、1993年、下井草書房。

### 編書
- 『獨協大学D・H・ロレンスコレクション目録』、初版、1991年、獨協大学北澤研究室、第2版、2008年、私家版。

### 共書
- 『ジョイスからジョイスへ』、鈴木幸夫編、1982年、東京堂出版。

＜ジャコモ・ジョイス：自虐的愛の悦楽＞